# گوشه‌گیر نوک‌سوزنی
گوشه‌گیر نوک‌سوزنی (نام علمی: Phaethornis philippii) نام یک گونه از سرده گوشه‌گیرمرغ‌ها است.